# Milan Martić
Milan Martić (sérvio cirílico: Милан Мартић, nascido em 18 de novembro de 1954) é um político sérvio, ex-presidente da República Sérvia da Krajina. Era um alto comandante rebelde das forças sérvias na Croácia durante a Guerra de Independência da Croácia.

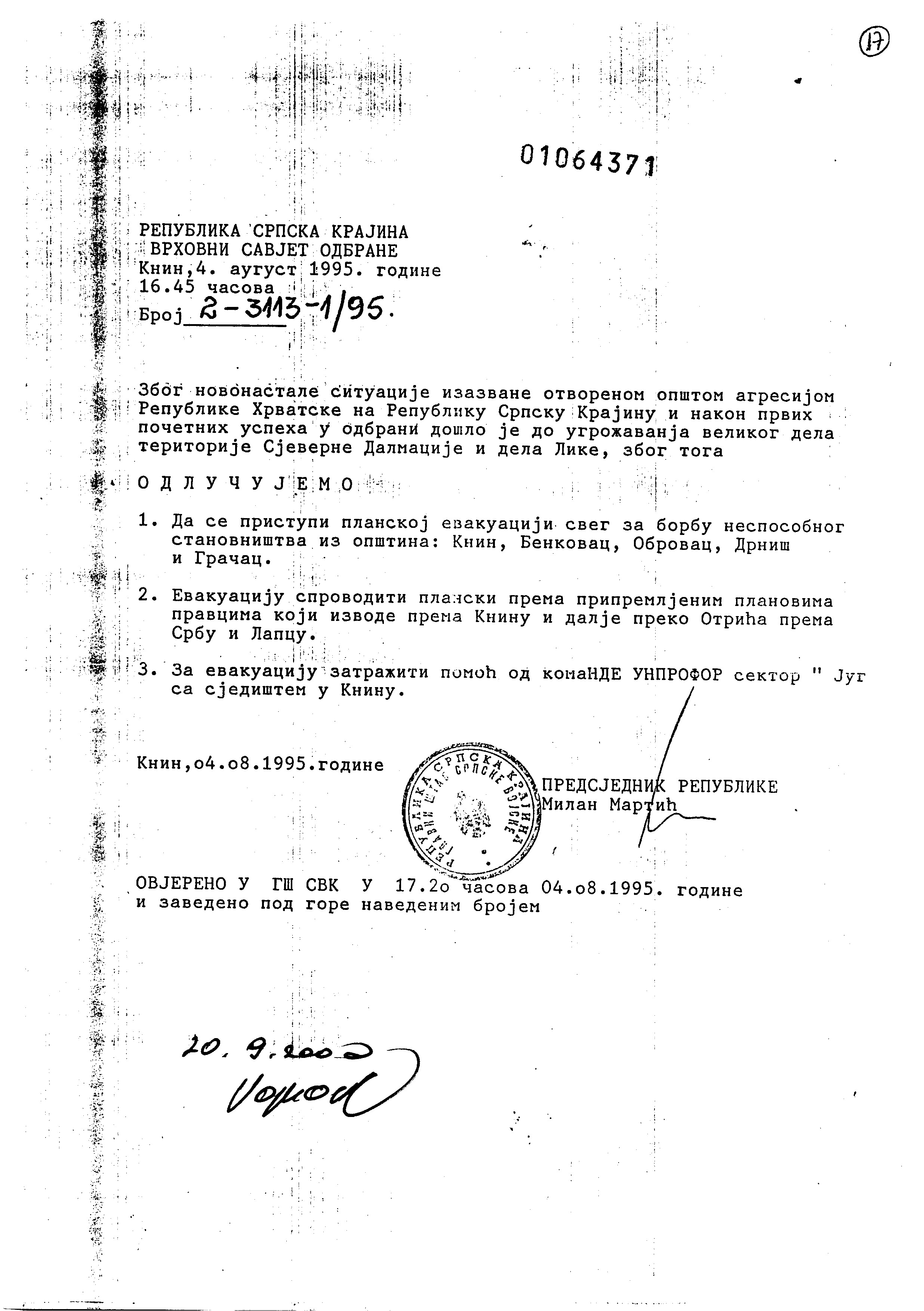

Martic foi condenado por crimes de guerra e crimes contra a humanidade; tais como homicídio, deportação, tortura e outras atrocidades cometidas contra populações não-sérvias em Krajina e pelo ataque com míssis contra Zagreb, pelo Tribunal Penal Internacional para a ex-Iugoslávia (TPIJ) em 12 de junho de 2007 a 35 anos de prisão.